# Apristurus australis
Apristurus australis, là một loài cá thuộc họ Scyliorhinidae. Nó được tìm thấy ở Úc và có thể ở New Zealand. Môi trường sống tự nhiên của chúng là các vùng biển mở.